# 野瀬将平
野瀬 将平（のせ しょうへい、1993年7月20日 - ）は、日本の元男子プロバレーボール選手である。

## 来歴
福岡県大刀洗町出身。7歳の頃、姉の影響を受けてバレーボールを始める。
東福岡高等学校を経て慶應義塾大学に進学。2013年、U21日本代表メンバーに選出され、第17回世界ジュニア選手権に出場した。2015年、FC東京の内定選手となる。
2017年から、チーム運営のために買って出て、スポンサー営業も行う。
2020年、イスラエルリーグのハポエル・クファル・サバに移籍することとなり、初の海外挑戦となる。チームのプレーオフ進出やカップ戦決勝進出に貢献した。2021年は、フィンランドのサヴォ・バレーに移籍。その際、スポーツブランドのヒュンメルとアドバイザリー契約を締結した。海外移籍中もFC東京のスポンサー営業を続けていた。
フィンランドでプレーする2021年12月、古巣のFC東京が休部となる情報を耳にする。もともとプロチームを作りたいという希望を温めていたため、チーム存続のために即座に動き、プロチーム設立の提案を行ったが、いくつか断られた。そこで、夏頃からスポンサーになって欲しいと交渉していたネイチャーラボにチーム受け入れの提案を行うと、交渉が続き、プレゼンを重ねていくと、周りのサポートや相手側の前向きな提案もあり、2022年2月末に受け入れが決断された。こうして、休部となるFC東京のチームはネイチャーラボに譲渡されることとなった。
2022-23シーズン、譲渡されたチームは「東京グレートベアーズ」というプロクラブとなった。野瀬も入団し、同時にコミュニケーションマネージャーにも就任した（選手兼任）。
2023年、ドイツ・ブンデスリーガのSWDパワーバレー・デューレンへのレンタル移籍となり、再び海外でプレーすることとなった。レンタル移籍中もコミュニケーションマネージャーとして東京グレートベアーズの運営に携わる。
2025年1月、2024-25シーズン限りでの現役引退とU-15チームのスタッフ就任が発表された。同シーズンはDVVカップ準優勝を果たした。3月のブンデスリーガプレーオフ準々決勝敗退をもって選手としてのキャリアを終えた。

## 球歴
- U21日本代表
  - 世界ジュニア選手権 - 2013年

## 所属チーム
- 東福岡高等学校 （2009-2012年）
- 慶應義塾大学 （2012-2016年）
- FC東京（2016-2020年）
- ハポエル・クファル・サバ（2020-2021年）
- サヴォ・バレー（2021-2022年）
- 東京グレートベアーズ（2022-2025年）
  -  SWDパワーバレー・デューレン (de) （2023-2025年）